# カルネイア祭
カルネイア祭（カルネイアさい、古希: Κάρνεια, Karneia, 英: Carnea）は、スパルタにおける重要な宗教祭儀の一つ。アポロン・カルネイオスの栄光を称えるために開催された。カルネイオスはペロポネソス半島に伝わる古い神格であり、後にアポロンと関連付けられたのだと考えられているが、多くは分かっていない。しかし、カルネイオスは「家畜の群れの神」という意味であり、「（穀物や葡萄などの）収穫を司る神」であった。カルネイオス信仰の中心地はスパルタであり、そこでは毎年、カルネイオス月の7日から15日にカルネイア祭が開催された。この期間中は軍事的行動の全てが禁止され、そのためにスパルタはテルモピュライの戦いにおいて全軍を出動させることができず、レオニダス王とその親衛隊300人しか動員できなかった。

## 背景
カルネイア祭は、本質的には農業的・軍事的祈願と、アポロンへの贖罪のために開催されていた。祭儀中は動物の生贄をアポロン・カルネイオスに捧げていたと考えられる。農業的・軍事的祈願の側面は、時代が下るにつれて消滅していった。

### 神話
贖罪に関しては、この祭儀がカルノスの死によって創始されたことによる。アカルナーニア人の予言者であったカルノスは、アポロンのお気に入りであった。しかし、カルノスはナウパクトスからペロポネソスへ移動する最中だったヘーラクレイダイによってスパイ容疑をかけられ、殺されてしまった。アポロンは激怒し、ヘーラクレイダイの軍船を尽く破壊し、疫病を降りかからせた。神託によってアポロンの怒りを知ったテーメノスは、カルノスの殺害者であるヒッポテースを追放して清め、鎮魂のためにカルネイア祭を創始した。そうすることで、アポロンの怒りも収まり、疫病は消え去った。以後、ヘーラクレイダイはカルネイア祭を毎年開催するようになり、ヘーラクレイダイの末裔であるドーリア民族もその伝統を継承している。

### 影響
カルネイア祭の期間中は軍事的行動が全て禁じられたため、この祭儀は少なからず戦争に影響を与えた。マラトンの戦いにおいて、アテーナイから救援を要請された際、スパルタの援軍が遅れた理由も、このカルネイア祭であった。また、紀元前419年に、アルゴス軍がエピダウロスを攻めた時、それをスパルタ軍がすぐに迎撃できなかったのも、カルネイア祭が開催されていたからであった。アルゴス人もスパルタ人と同様にドーリア民族であるため、カルネイア祭の伝統は存在するが、暦の操作によって巧みに祭儀違反を回避していた。
カルネイア祭の影響を受けた最も著名な戦闘は、ペルシア戦争におけるテルモピュライの戦いである。カルネイア祭の期間中にペルシア帝国軍が攻めてきたため、スパルタは全軍を動員できず、レオニダス王とその親衛隊300人しか派遣できなかった。この時、ギリシア人の間で休戦が義務付けられる古代オリンピックの期間中でもあったため、非常に少数の兵士しか集まらなかった。結果としてレオニダス王を指揮官とするギリシア連合軍は敗北するものの、その戦いは英雄的としてスパルタの名声を高めた。

## 内容

### 第一部
5人の未婚の若者たち（希：Καρνεᾶται）が各部族毎に籤引きで選ばれ、祭儀の監督を4年間任された。"ἀγητής "（邦訳：指導者）と呼ばれる司祭が審判を務めた。花輪で飾られた男性（おそらく司祭自身）は走り出し、彼を"σταφυλοδρόμοι"（邦訳：手に葡萄の束を持って走る者）と呼ばれる若い男性たちが追う。もし花輪の司祭が捕まれば、それはポリスにとって幸運を保証した。捕まらなかった場合は、その逆である。

### 第二部
都市国家に9つのテントが設置され、各テント内ではフラトリアを代表する9人のスパルタ市民たちが神の栄光を祝して宴会を催した。